# ماهی‌یاب

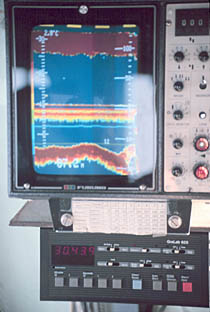
سونار فتومتر

ماهی‌یاب (به انگلیسی: Fishfinder) یا صداساز (استرالیا) ابزاری است که برای مکان‌یابی ماهی در زیر آب با تشخیص پالس‌های بازتاب‌شده انرژی صوتی مانند سونار استفاده می‌شود. یک ماهی‌یاب نوین اندازه‌گیری صدای بازتابی را روی یک صفحه نمایش گرافیکی نمایش می‌دهد و به اپراتور اجازه می‌دهد تا اطلاعات را برای مکان‌یابی دسته‌های ماهی، زباله‌های زیر آب و کف پیکره آب تفسیر کند. ابزارهای ماهی‌یاب هم توسط ماهیگیران ورزشی و هم ماهیگیران تجاری استفاده می‌شود. وسایل الکترونیکی نوین درجه بالایی از یکپارچگی بین سیستم ماهی‌یاب، رادار دریایی، قطب‌نما و سیستم‌های ناوبری سامانه موقعیت‌یاب جهانی را امکان‌پذیر می‌سازد.